# 대전교육연수원
대전교육연수원(大田敎育硏修院)은 지방교육자치에 관한 법률 제32조에 따라 각급학교 교직원 및 교육행정기관소속 공무원의 연수와 학생의 심신수련을 목적으로 대전광역시교육청 산하에 설치된 소속기관이다.